# Mikhaïl Annenkov
Pour les articles homonymes, voir Annenkov.
Mikhaïl Nikolaïevitch Annenkov (en russe : Михаил Николаевич Анненков), né le 23 avril 1835 (5 mai dans le calendrier grégorien) à Saint-Pétersbourg et mort le 9 janvier 1899 (21 janvier dans le calendrier grégorien) à Saint-Pétersbourg, est un aristocrate russe, officier et ingénieur. Il est le fondateur du chemin de fer transcaspien.

## Biographie
Mikhaïl Annenkov naît dans une famille de la haute société russe. Son père, Nicolas Annenkov (1799-1865), est gouverneur d'Odessa et des provinces de Nouvelle Russie, et aide-de-camp de l'empereur. Mikhaïl Annenkov fait ses études au Corps des Pages, puis à l'Académie d'état-major Nicolas à Saint-Pétersbourg. Il prend part à la pacification de la Pologne (1864-1866) pendant laquelle il acquiert une réputation d'officier compétent et de fin tacticien. Il devient colonel à 27 ans, puis aide-de-camp de l'empereur Alexandre III. Il participe aussi à divers comités présidés par Nicolas Milioutine et le prince Tcherkassky. De 1865 à 1875, il insiste sur la création de chemins de fer permettant le transport des troupes et fait paraître son point de vue en 1867 dans Le Recueil militaire.
Il est envoyé en tant qu'attaché militaire en Prusse en 1871 et en rapporte une brochure qui remporte un grand succès dans les milieux militaires russes et internationaux : Notes et impressions d'un officier russe. Il fait paraître une note sur l'urgence de l'extension du transport par rail en 1875, et, à la veille de la guerre avec l'empire ottoman, ceci provoque la création de comités auxquels il participe jusqu'en 1884.
Annenkov prend part à la guerre russo-turque de 1877-1878 et est nommé général-lieutenant de l'armée impériale en 1878. Il commence alors une carrière remarquée de spécialiste des transports au sein de l'armée. Il assure le transport des troupes au moment des expéditions de l'armée en Asie moyenne de Mikhaïlovski à Kizil-Arvat, à l'issue desquelles il est nommé à la tête des transports transcaspiens et des messageries transcaspiennes. Il est blessé par l'ennemi en décembre 1880 pendant la reconnaissance des environs de Yanga-Kala et doit quitter son poste. Il favorise la montée au pouvoir du fils puîné de l'émir de Boukhara, afin de préparer l'annexion de ses territoires et de contrer l'avancée des troupes anglaises dans leur Grand Jeu contre la Russie.
Il fait ensuite construire la partie du chemin de fer de Samarcande et des régions transcaspiennes vers Tachkent entre 1886 et 1888. Il est nommé président du chemin de fer transcaspien cette année-là. La rapidité de l'exécution de ses projets lui assure une renommée internationale chez les ingénieurs civils et les officiers du génie de toute l'Europe. Il est nommé vice-président du Congrès international de géographie en 1891.
Il consacre ses dernières années à promouvoir le Transsibérien ; sa présentation en 1891 à Paris du projet achèvera de convaincre les financiers français, principaux bailleurs, en prélude à l'alliance franco-russe. Il participe aussi à des comités de charité contre la disette en Asie moyenne. 
Il était conseiller d'État au conseil militaire impérial de Saint-Pétersbourg à la fin de sa vie.

## Famille
Les sœurs de Mikhaïl Annenkov étaient des personnalités de la haute société européenne de l'époque : Marie était l'épouse de l'ambassadeur Karl de Struve, Alexandra l'épouse du vicomte Eugène-Melchior de Vogüé, académicien et traducteur de la littérature russe en France, Hélène l'épouse du général Nelidov, descendant de Catherine la Grande, et Élisabeth l'épouse du prince Galitzine.
Il épouse Dagmar von Oesterreich en 1883, mais le mariage est dissout en 1889. Il meurt le 9 janvier (ancien style) 1899.

## Sources
- (en) Article nécrologique du New York Times du 23 janvier 1899, p. 7
- (en) Article du New York Times du 6 juin 1888

### Biographie
- (ru) Texte intégral de Notes et impressions d'un officier russe